# Хардин, Тим
Джеймс Ти́моти «Тим» Ха́рдин (англ. James Timothy "Tim" Hardin; 23 декабря 1941, Юджин — 29 декабря 1980, Лос-Анджелес) — американский фолк-музыкант и композитор. Автор песен «If I Were a Carpenter» и «Reason to Believe». Стиль певца — смесь поэтического фолка с блюзом.
Хардин вырос в Орегоне. Бросил учёбу до окончания средней школы и поступил на службу в морскую пехоту. После увольнения он переехал в Гринвич-Виллидж, а затем в Кембридж, где играл и записал несколько альбомов.
Отметился знаковыми выступлениями на Ньюпортском фолк-фестивале и в Вудстоке. Страдал наркотической зависимостью, с которой боролся бо́льшую часть взрослой жизни, в этой связи его концертные выступления иногда были нестабильными. В конце 1980 года умер от случайной передозировки героина.

## Дискография
- 1966: Tim Hardin 1 Verve Forecast FT/FTS 3004)
- 1967: Tim Hardin 2 (Verve Forecast FT/FTS 3022)
- 1967: This is Tim Hardin (demos recorded 1963/64) (ATCO 33-210)
- 1968: Tim Hardin 3 Live in Concert (Verve Forecast FTS 3049)
- 1969: Tim Hardin 4 (Verve Forecast FTS 3064)
- 1969: The Best of Tim Hardin (Verve Forecast FTS3078)
- 1969: Suite for Susan Moore and Damion: We Are One, One, All in One (Columbia CS 9787)
- 1971: Bird on a Wire (Columbia CK-30551)
- 1972: Painted Head (Columbia CK-31764)
- 1973: Nine (Antilles AN-7023)
- 1981: Unforgiven (San Francisco Sound SFS 10810)
- 1981: The Tim Hardin Memorial Album (Polygram PD-1-6333)
- 1981: The Shock of Grace (CBS Columbia PC37164)
- 1981: The Homecoming Concert (Line LICD 9.00040)
- 1990: Reason to Believe (The Best Of) (Polydor 833954)
- 1994: Hang on to a Dream: The Verve Recordings (Polydor 521583)
- 1996: Simple Songs Of Freedom: The Tim Hardin Collection (Legacy /Sony 64858)
- 2000: Person to Person: The Essential, Classic Hardin 1963—1980 (Raven)
- 2002: 20th Century Masters — The Millennium Collection: The Best of Tim Hardin (Polydor)
- 2002: Black Sheep Boy: An Introduction to Tim Hardin (Universal International)
- 2007: Through the Years 1964—1966 (Lilith)